# 半枫荷属
半枫荷属（学名：Semiliquidambar）是金缕梅科下的一个属，为乔木植物。该属共有3种，分布于中国东南部及南部。本属已知的有3种及3个变种，分布于中国东南部及南部，从浙江南部经福建、江西南部，到达广东及广西，形成了一个连续的分布区。

## 下属物种
- 半枫荷 Semiliquidambar cathayensis Chang
- 长尾半枫荷 Semiliquidambar caudata Chang
- 细柄半枫荷 Semiliquidambar chingii (Metc.) Chang